# Cheval en Iran
L'histoire du cheval en Iran est documentée depuis des sources grecques à propos de l'ancienne Perse, faisant état d'un culte du cheval et de la pratique de l'hippomancie. De nos jours, les Iraniens élèvent plusieurs races de chevaux,en particulier les lignées Koheilan et Saglawi.

## Histoire

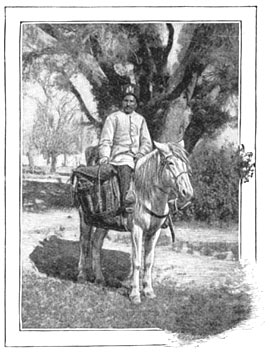
Un « poney perse » en 1906.

Le cheval joue un rôle culturel important dans l'ancienne Perse. Hérodote et Ctésias y attestent la pratique de l'hippomancie (divination par le cheval), qui perdure jusqu'à l'époque sassanide. D'après les Histoires d'Hérodote, au VIe siècle av. J.-C., le cheval Nisaen était considéré comme sacré.
Darius exploite cette croyance des Perses en l'hippomancie pour s'assurer de sa légitimité royale. Il est possible que Darius ait eu recours à cette ruse ou ait propagé cette histoire pour calmer son peuple, qui croyait fortement en l'hippomancie.
Georges Dumézil y voit un possible rite d'intronisation indo-européen. Les cavaliers militaires perses avaient peut-être une fonction de devin. 
En 1965, une Américaine, Louise Firouz, redécouvre le cheval Caspien dans les monts Elbourz, sur les bords de la mer Caspienne. Dans les années 1970, la société royale du cheval iranien propose le nom de « cheval du plateau persan » pour désigner un ensemble de chevaux assez hétérogènes, élevés dans les zones tribales du plateau iranien avec diverses influences indo-européennes.

## Élevage
La base de données DAD-IS répertorie 21 races de chevaux élevées actuellement ou par le passé dans la république islamique d'Iran : le Bakhtiari, le Basseri, le Caspien, le Dareshuri, l'Ebian, le Haddian, le Hamdani, le cheval iranien, le Jaf, le Kahilan, le cheval kurde, le persan, le Qarabagh, le Qashqai, le Saglawi, le Shirazi, le Sistani, le Taleshi, le Taropud, le Turkemin et le Yabu. 
L'étude de CAB International (2016) distingue quant à elle trois grands types ou races de chevaux en Iran : le Persan, le cheval du plateau persan et le Turkoman, divisés en de nombreux sous-types, dont les caractérisations restent peu claires. Elle signale également l'existence du cheval Tchenaran. 